# 小行星4767
小行星4767（英語：4767 Sutoku）是一颗围绕太阳公转的小行星。1987年4月4日，新島恒男、浦田武在尾島町发现了此天体。
这颗小行星的绝对星等为26.81417157323867等。